# Михайлівка (Краснокутська селищна громада)
Миха́йлівка —  село в Україні, у Краснокутській селищній громаді Богодухівського району Харківської області. Населення становить 98 осіб. До 2020 орган місцевого самоврядування — В'язівська сільська рада.

## Географія
Село Михайлівка знаходиться на річці Ковалівка, у Трудолюбівського водосховища.
Вище за течією на відстані 1 км розташоване село В'язова, нижче за течією на відстані 1 км розташоване село Трудолюбівка (Полтавський район) Полтавської області.

## Історія
Вперше згадується 1785 року, як поміщицький хутір. З 1921 року Михайлівське стало поселенням лісників, у ньому було створено Краснокутське лісництво. Чисельність населення за час існування селища коливалася від 10 до 20 чоловік. У 1995 році Краснокутське лісництво перевели до с. Петрівське.
12 червня 2020 року, розпорядженням Кабінету Міністрів України № 725-р «Про визначення адміністративних центрів та затвердження територій територіальних громад Харківської області», увійшло до складу Краснокутської селищної громади.
19 липня 2020 року, в результаті адміністративно-територіальної реформи та ліквідації Краснокутського району, село увійшло до складу Богодухівського району.